# Ed Cole
Edward Nicholas Cole (* 17. September 1909 in Marne, Michigan; † 2. Mai 1977 bei Kalamazoo, Michigan) war ein amerikanischer Erfinder, Automobilingenieur und leitender Angestellter von General Motors, der weithin für die Leitung wichtiger Projekte bekannt war, darunter die Entwicklung des Chevrolet Corvair und des Chevrolet Vega, die Entwicklung des Small Block V8 und des Wankelmotors von GM, die Einführung des Drei-Wege-Katalysators sowie die Umstellung von Autos auf bleifreies Benzin und die Einführung von Airbags. Von 1967 bis 1974 war er Präsident von General Motors.

## Leben
Cole wurde 1909 in Marne (Michigan), als Sohn von Franklin Benjamin Cole (1874–1944) und Lucy Blasen Cole (1879–1962) geboren. Er wuchs auf einem Milchviehbetrieb auf, entwarf, baute und verkaufte als Jugendlicher selbstgebaute Radiogeräte und wurde als Teenager Außendienstmitarbeiter für einen Traktorhersteller. Er wollte Anwalt werden, fand aber einen Teilzeitjob in einem Autoteileladen, während er das Grand Rapids Community College besuchte.
1930 schrieb sich Cole am General Motors Institute ein, wo er von GM noch vor seinem Abschluss für eine Stelle als Ingenieur bei Cadillac ausgewählt wurde. Er war Mitglied der Bruderschaft Phi Kappa Epsilon (heute Pi Kappa Alpha). 
Im Jahr 1933 heiratete er Esther Helene Engman (1906–1980), mit der er zwei Kinder hatte: Dr. David E. Cole und Martha Cole Lefever. Er ließ sich 1964 von Esther scheiden und heiratete Dollie Ann Fechner (1930–2014), mit der er ein Kind hatte, Edward N. Cole Jr.
Cole starb am 2. Mai 1977 im Alter von 67 Jahren, als er bei einem Instrumentenflug im Nebel und Regen die Orientierung verlor und mit seiner zweimotorigen Beagle B.206 abstürzte. Zum Zeitpunkt des Absturzes untersuchte die Federal Aviation Administration einen Vorfall vom 28. April desselben Jahres, als Cole, der über eine Instrumentenflugberechtigung verfügte, bei einer anderen Instrumentenlandung die Orientierung verlor.
Er hinterließ seine Ex-Frau und seine Ehefrau sowie seine leiblichen Kinder, Adoptivkinder aus der früheren Ehe seiner zweiten Frau (David E., Anne Cole Pierce und Robert Joseph) und Stiefsohn William Jefferson McVey III. An seiner Trauerfeier nahmen mehr als 400 Personen teil, darunter Würdenträger und Führungskräfte aus der Industrie. Coles Frau Dollie, die üblicherweise als energisch und dynamisch beschrieben wird, wurde später eine der Hauptbefürworterinnen des National Corvette Museum.

## Karriere

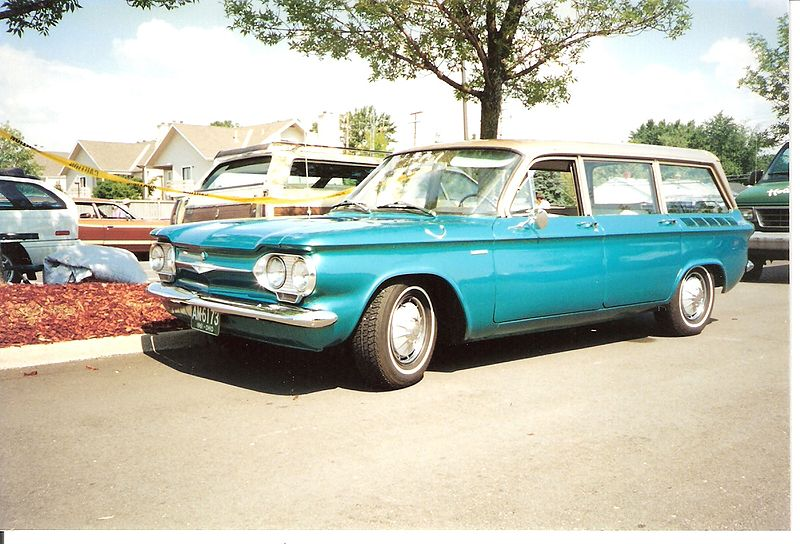
1961 Corvair 500 Lakewood Stationwagon

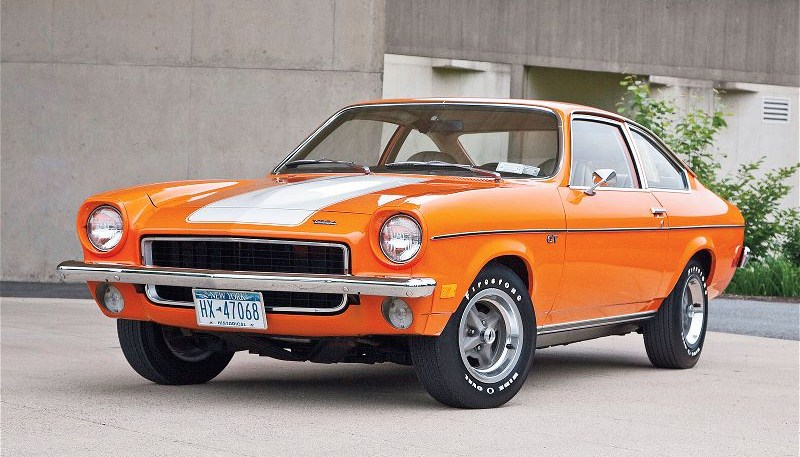
1973 Chevrolert Vega GT

Cole arbeitete in der Technik und stieg zur Co-Leiter eines Teams (mit Harry Barr) auf, das 1949 den Cadillac V8-Motor entwickelte. Er wurde kurzzeitig mit der Leitung eines GM-Werks in Cleveland, Ohio, betraut, als Chevrolet-Geschäftsführer Tom Keating ihn als Chefingenieur anforderte. Im Jahr 1952 wurde er Chefingenieur der Chevrolet Division. Seine wichtigste Aufgabe war die Entwicklung eines neuen Motors für die Chevrolet-Produktpalette, der den Chevrolet Stovebolt-Reihensechszylinder ersetzen sollte. Dieser neue Motor war der Small-Block-V8 von Chevrolet, ein großer Erfolg, der jahrzehntelang in Produktion blieb. Er arbeitete mit Zora Arkus-Duntov zusammen, um die leistungsschwachen frühen Corvettes wiederzubeleben, und er führte zwischen 1955 und 1962 auch technische und gestalterische Fortschritte bei den Chevrolet-Pkw- und Lkw-Produkten ein.
Cole wurde 1956 zum General Manager von Chevrolet befördert. In diesen Jahren war Chevrolet ein beständiger Verkaufsschlager, allerdings nur mit größeren Fahrzeugen im Programm. Als General Manager von Chevrolet leitete er die Entwicklung des Corvair, der den Markt für Kleinwagen erobern sollte. Die guten Verkaufszahlen des neuen Autos mit seinem radikalen Design mit Heckmotor und Hinterradantrieb brachten Cole auf die Titelseite des Time Magazine vom 5. Oktober 1959. Cole wurde 1961 zum Leiter der GM PKW- und LKW-Gruppe befördert, 1965 zum Executive Vice President und 1967 zum Präsidenten.
Cole war Chefingenieur des Chevrolet Vega und leitete das GM-Designteam bei der Entwicklung des ersten Kleinwagens für vier Personen. Coles Beharrlichkeit bei der Umsetzung seiner fortschrittlichen technischen Projekte in die Produktion führte zu den innovativen Aluminiummotoren sowohl im Corvair als auch im Vega. Er leitete die schwierige Markteinführung des Vega, die mit einer katastrophalen Konfrontation zwischen GM und der Gewerkschaft United Auto Workers im Jahr 1970 verbunden war. Ironischerweise kam Coles größter technischer Triumph im selben Jahr: Cole ordnete an, die Verdichtungsverhältnisse der Motoren nach 1970 zu reduzieren, da er wusste, dass sich die Abgasvorschriften verschärfen würden. Cole trieb die Abkehr von verbleitem Benzin voran und bereitete GM auf die Einführung von Katalysatoren im Jahr 1975 vor.
Cole zog sich 1974 von GM zurück. Danach wurde er Vorsitzender und CEO der Checker Motors Corporation und Vorsitzender von International Husky, einem Luftfrachtunternehmen. 1977 wurde die Rifle River Scout Canoe Base in Edward N. Cole Canoe Base umbenannt, um das Engagement von Edward N. Cole für die Pfadfinder in der Detroit Area zu würdigen. Cole wurde 1952 Mitglied des Michigan Gamma Chapters der Tau Beta Pi Engineering Honor Society. 1998 wurde Cole posthum in die Corvette Hall of Fame aufgenommen.
Sein Sohn, David E. Cole, ist emeritierter Vorsitzender des Center for Automotive Research (CAR) in Ann Arbor, Michigan. Er wurde 1977 in die Automotive Hall of Fame aufgenommen. Cole ist in dem Dokumentarfilm The Cars That Made America des History Channel zu sehen.